# Fredric Fendrich
Fredric Willy Fendrich (Jönköping, 27 gennaio 1988) è un ex calciatore svedese, di ruolo centrocampista.
Nel corso della sua carriera ha giocato solamente per lo Jönköpings Södra, club di cui è il giocatore con il maggior numero di presenze ufficiali.

## Carriera
Fendrich è nato e cresciuto nella città svedese di Jönköping.
È uscito dal settore giovanile della principale squadra locale, lo Jönköpings Södra. Nel 2004, all'età di 16 anni, ha debuttato in prima squadra. L'anno successivo ha fatto parte della rosa che ha centrato la promozione nella seconda serie nazionale.
Dal 2006 al 2015 lo Jönköpings Södra ha militato ininterrottamente nel campionato di Superettan, con Fendrich che in campo ha occupato il ruolo di titolare in gran parte delle partite. Proprio al termine della Superettan 2015, la formazione allenata da Jimmy Thelin ha conquistato la promozione in Allsvenskan: Fendrich, rimasto nel frattempo l'unico in rosa ad aver militato in maglia verde dai tempi del campionato della Division 2 dell'epoca, ha potuto così debuttare nel massimo campionato svedese, continuando a ricoprire il ruolo di centrocampista titolare nonché di vice capitano dietro a Tommy Thelin. In Allsvenskan la squadra è rimasta per due anni, durante i quali Fendrich ha totalizzato una rete (in casa nell'1-1 contro l'IFK Göteborg del 31 luglio 2016) e 52 presenze, a cui va aggiunta una presenza negli spareggi contro il Trelleborg che hanno condannato il club alla retrocessione in Superettan.
Dal ritorno in seconda serie, Fendrich ha continuato a militare nello Jönköpings Södra per altre cinque stagioni, fino a quando si è ritirato al termine della Superettan 2022. Nel frattempo, il 24 ottobre 2022 alla terzultima giornata di quel campionato, è riuscito a disputare la sua partita ufficiale numero 500 con il club. A fine torneo, terminato con una salvezza raggiunta all'ultima giornata, Fendrich ha così chiuso con 502 incontri ufficiali all'attivo, numero mai raggiunto prima da nessuno nella storia del club.